# ピサディエー
ピサディエー（古希: Φισάδιη, Pisadiē）あるいはティサディエー（Thisadiē）は、ギリシア神話の女性である。長音を省略してピサディエ、ティサディエとも表記される。ヒュギーヌスによるとテッサリアー地方のラピテース族の王ペイリトオスの妹。したがってイクシーオーンの娘。母親の名前は伝わっていない。

## 概説
幼いヘレネーがアテーナイ王テーセウスとペイリトオスによって誘拐されたとき、ディオスクーロイはテーセウスとペイリトオスが冥府に赴いている間にアテーナイに侵攻してヘレネーを奪還した。その際にピサディエーも連れ去られ、召使いとしてヘレネーに仕えさせられた。さらにヘレネーがパリスに誘拐されたとき、ピサディエーもアイトラーとともにトロイアーに連れ去られた。この女性はヒュギーヌス以外では知られていない。